# Jean Dunbabin
Jean Dunbabin (née le 12 mai 1939) est une historienne médiéviste britannique, spécialiste des communautés politiques des villes médiévales françaises, entre 1000 et 1350, et dans le sud de l'Italie et de la Sicile entre 1250 et 1310. 

## Biographie
Membre honoraire du St Anne's College et de l'Université d'Oxford, Jean Dunbabin est également membre de la British Academy.
Elle a contribué à The Cambridge History of Later Medieval Philosophy, The Cambridge History of Medieval Political Thought c.350–c.1450, et The New Cambridge Medieval History.

### Vie privée
Jean Dunbabin est mariée à John Dunbabin.

## Publications (liste partielle)
- France in the Making, 843-1180, Oxford University Press, Oxford, 1985. (2nd ed. 2000)[3]
- "Government", in Cambridge History of Medieval Political Thought, c. 350 - c.1450, Cambridge University Press, Cambridge, 1988, pp. 477 - 519.
- A Hound of God. Pierre de la Palud and the Fourteenth-Century Church, Oxford University Press, Oxford, 1991.  (ISBN 0198222912)
- Charles I of Anjou: Power, Kingship and State-Making in Thirteenth-Century Europe, 1998. (Medieval World Series)[4]
- Captivity and Imprisonment in Medieval Europe, 1000 - 1300, Palgrave Macmillan, Basingstoke and New York, 2002.  (ISBN 0333647157)[5]
- "The household and entourage of Charles I of Anjou, king of the Regno, 1266-85", Historical Research, 77 (197), 2004, pp. 313-336.
- The French in the Kingdom of Sicily, 1266-1305, Cambridge University Press, Cambridge, 2011.  (ISBN 978-0521198783)[6]